# Jagdkommando

Eine Patrouille des unter dem Namen „Strafunis“ bekannten österr. -ungar. Streifenkorps

Ein Jagdkommando war seit den 1890er Jahren in der gemeinsamen Armee von Österreich-Ungarn eine militärische Einheit, die besonders gefährliche Operationen ausführen sollte. Der Begriff kam auch in Deutschland in der Militärwissenschaft auf. Es handelt sich hierbei um die deutsche Übersetzung des russischen Begriffs achótnitschja kománda für Einheiten der Kaiserlich Russischen Armee für den besonderen Einsatz, welche mit Wirkung zum 21. Oktober 1886 im Russischen Heer eingeführt wurden. Zur Unterscheidung von normalen Soldaten trugen sie an Rock und Mantel grüne Abzeichen. Je ein Jagdkommando in Stärke von 64 Mann wurde je Infanterie-Regiment aufgestellt.
Im Herbst 1882 wurden in der Österreichisch-ungarischen Armee Streif-Corps für die Hercegowina aufgestellt, die im Volksmund strafunis genannt wurden. Sie bildeten eine Art Grenzpolizei zu Montenegro, um Waffenschmuggel zu unterbinden.
In den 1890er Jahren wurden in einigen preußischen Grenzkorps zu Russland Jagdkommandos aufgestellt, diese später jedoch wieder abgeschafft. In Preußen wurden diese als Patrouillenkommandos bezeichnet und beim 2. Armeekorps aufgestellt. Auch während des Boxeraufstandes in China (1900) wurden solche Spezialeinheiten eingesetzt. Kommandeure und Militärtheoretiker sahen die Verbände jedoch dadurch der besten Männer beraubt. Diese Einsatzform ist typisch für den Kleinkrieg.

## Erster Weltkrieg
Im Ersten Weltkrieg wurden hauptsächlich auf dem Balkan eingesetzte Jagdkommandos im österreichischen Heer aufgestellt. Für das Angriffsgefecht im Stellungskrieg des Ersten Weltkrieges stellte auch die österreichisch-ungarische Armee Sturmbataillone für den Grabenkrieg auf.
Bedeutsam war ein Überfall russischer Kommandos auf Schloss Newel in der Nacht zum 28. November 1915 mit 800 Gardekavalleristen. Von Einwohnern hatten sie erfahren, dass dort für eine Nacht der Stab des Reserve-Infanterie-Regiments Nr. 271 logierte. Mittels der Finte des Singens deutscher Lieder gelangten Teile der Kommandos in das in einem dichten Wald- und Buschgelände gelegene Schloss, töteten den unbewachten Stab und nahmen den zufällig anwesenden Kommandeur der übergeordneten 82. Reserve-Division Generalmajor Fabarius gefangen. Auf deutscher Seite wurden 150 Tote gezählt, während es auf russischer nur wenige gegeben haben soll. Als Initiator des Überfalls gilt der russische General Gyllenschmidt, der diese Finte bereits im Russisch-Japanischen Krieg anwandte.
Auch bei den Kämpfen der deutschen Freikorps im Baltikum kamen Jagdkommandos zum Einsatz, so im März 1919 unter Leutnant Gehlhar bei Doblen. Ausgerüstet war das 40 Mann starke Jagdkommando mit Maschinengewehren, einem leichten Minenwerfer und Panjewagen.

## Zweiter Weltkrieg
Angesichts der Erfahrungen im Winter 1941/1942 wurden an der Ostfront erste provisorische Ski-bewegliche Infanterieverbände aufgestellt. Den Wert von winterbeweglichen Einheiten im Flachland hatten insbesondere die Erfolge der sibirischen Truppen der Roten Armee vor Moskau gezeigt. Ein erstes vollständiges Bataillon wurde auf Befehl der Heeresgruppe Mitte unter Verwendung von Personal der Winterkampfschulen Orel, Gschatz und der Hochgebirgsschule Fulpmes gebildet. 1942 entstanden insgesamt zwölf solcher, auch als Jagdkommandos bezeichneter selbstständiger Verbände in Bataillonsstärke. Diese wurden später in der 1. Skijäger-Division zusammengefasst.
Die Division Brandenburg der Abwehr stellte Jagdkommandos als Kommandoeinheiten für die Gefechtsführung hinter den feindlichen Linien auf. Diese wurden den Armeen oder Korps unterstellt, häufig jedoch entgegen ihrem Auftrag als Reserve gegen Feinddurchbrüche eingesetzt, was oft zu erheblichen Verlusten führte.
Von der Wehrmacht, der SS, dem SD, der Ordnungspolizei und der Waffen-SS wurden Jagdkommandos zur Partisanenbekämpfung in Frankreich, Polen, Russland und auf dem Balkan aufgestellt und eingesetzt. So beging beispielsweise das Jagdkommando Schubert am 2. September 1944 in Griechenland das Massaker von Chortiatis.
In Wien war am Ende des Zweiten Weltkriegs das Jagdkommando Donau stationiert, eine Kampfschwimmereinheit der SS-Jagdverbände unter Otto Skorzeny, die an der Ostfront sowie während der Ardennenoffensive zum Einsatz kam.
Ende August 1942 gab das Oberkommando des Heeres Richtlinien für Jagdkommandos heraus, in denen erste Einsatzgrundsätze definiert wurden. Diese Vorschrift wurde u. a. vom Oberkommando der Wehrmacht für das Handbuch Bandenbekämpfung vom 6. Mai 1944 benutzt, in dem sich ein eigenes Unterkapitel über die Verwendung von Jagdkommandos befindet:

„86. Bildung von Jagdkommandos ermöglicht eine aktive Bandenbekämpfung auch mit geringsten Kräften. Jagdkommandos sind außerdem besonders geeignet zur gewaltsamen Aufklärung. Sie sind bei allen in der Bandenbekämpfung tätigen Truppen und Dienststellen als Eingreifkräfte zur Verfügung zu halten und bei jeder sich bietenden Gelegenheit einzusetzen. Zweckmäßig ist es, ein Jagdkommando als Dauereinrichtung bestehenzulassen.
Jagdkommandos haben zu verhindern, daß die Banden zur Ruhe kommen. Sie erschweren den Aufbau der Banden und ihre Versorgung. Den eigenen Kräften, die in der Sicherung oder durch andere Aufgaben ortsgebunden sind, schaffen sie ein bandenfreies Vorfeld.
87. Der Grundgedanke des Kampfverfahrens lautet: Durch Nachahmen der Kampfesweise den Banden möglichst unbemerkt nahe zu kommen und sie dann überraschend zu schlagen …“

## Algerienkrieg
Das französische Heer setzte im Algerienkrieg Jagdkommandos („Commandos de Chasse“) gegen Partisanen der FLN ein.

## Bereitschaftspolizei, Bundesgrenzschutz, Bundeswehr
Die ab 1950 aufgestellten Bereitschaftspolizeien der Länder und der Bundesgrenzschutz waren im Rahmen des Polizeikampfs und des Verdeckten Kampfs bis in die 1970er Jahre für die Abwehr von Sabotagetrupps und Banden im Spannungsfall vorgesehen. Für deren Gefangennahme war die Verwendung von Jagdkommandos geplant. Ab 1965 wurde die Heimatschutztruppe (HSchTr) der Bundeswehr in diese Aufgabe mit einbezogen; hauptsächlich war sie aber für die Sicherung von wichtigen zivilen und militärischen Objekten und der Abwehr von Luftlandeunternehmen zuständig. Für den Kampf gegen feindliche SOF-Kräfte und verdeckt operierende Feindkräfte in Zivil – auch als Banden – sollten Jagdkommandos für den Jagdkampf in rückwärtigen Gebieten gebildet werden.

## Gegenwart
Militärische Kommandounternehmen wie sie vom Special Operations Executive (SOE) im Zweiten Weltkrieg durchgeführt wurden, sind bis in die Gegenwart für militärische Operationen von Bedeutung. Streitkräfte vieler Länder verfügen daher heute über militärische Spezialeinheiten, so unter anderem in Deutschland das Kommando Spezialkräfte oder in Österreich das Jagdkommando des Bundesheeres.
Von diesen Spezialkräften wird heute die Bildung eines Jagdkommandos für den Jagdkampf aus einem verstärkten Zug als besondere Gefechtshandlung, heute in der Bundeswehr eine Gefechtsart, durch die Infanterie unterschieden. Diese bildet ein Jagdkommando nur zeitweilig auf Befehl der übergeordneten Führung.
Die Ausbildung zum Führer und Ausbilder im Jagdkampf erfolgt im Rahmen der Einzelkämpferausbildung. In der Bundeswehr wird der Einsatz von Jagdkommandos bei Jägern, Fallschirmjägern und Gebirgsjägern der Bundeswehr geübt.
Zur Ausbildung und Übungen gehören Sickern und Leben im Feld, der Kampf durch Hinterhalte gegen gegnerische  Versorgungskolonnen sowie Sprengung von Geländeengstellen wie Straßenengen oder Brücken und Handstreiche gegen Gefechtsstände als Kampf in der Tiefe des Feindraums.
Blue Nail ist ein jährlich stattfindender internationaler militärischer Kommando- und Patrouillenwettkampf für aktive Soldaten und Reservisten, der als militärische Durchschlageübung unter Jagdkommandoeinsatz durchgeführt wird.